# Уријал
Уријал (лат. Ovis vignei) је врста дивље овце. Донедавно подврсте уријала сматране су за групу подврста муфлона.

## Подврсте
Подврсте уријала:
- Хиндијски уријал (Ovis vignei vignei)
- Пенџабски уријал (Ovis vignei punjabiensis)
- Туркменски или афгански уријал (Ovis vignei cycloceros)
- Бухарски уријал (Ovis vignei bochariensis)
- Транскаспијски или казашки уријал (Ovis vignei arkal)

## Распрострањење
Врста је присутна у Индији, Ирану, Казахстану, Оману, Пакистану, Таџикистану, Туркменистану и Узбекистану. Врста је повремено присутна, или је миграторна врста у Авганистану.
Подврста транскаспијски или казашки уријал (Ovis orientalis arkal) насељава Казахстан, Туркмениста и Иран, а у Казахстану и Туркменистану насељавају и територију три резервата природе. Подврста бухарски уријал (Ovis orientalis bochariensis) насељава Таџикистан, Узбекистан и Туркменистан (у свакој од ових земаља постоји и један резерват природе који насељава). Подврста туркменски или афгански уријал (Ovis orientalis cycloceros) већим делом је насељена у заштићеним подручјима Туркменистана, има га и у Афганистану и веома мало у Пакистану. Подврста хиндуски уријал (Ovis orientalis vignei) насељава Индију где је заштићена врста у држави Џаму и Кашмир, као и Пакистан. Подврста пенџабски уријал (Ovis orientalis punjabiensis) је насељена у провинцији Пенџаб у Пакистану.

## Станиште
Насељава сушна станишта, углавном травната, а ређе шумовита подручја. Биљојед је, храни се травама, лишћем жбунова и зрневљем.
Врста је по висини распрострањена до 4.500 метара надморске висине.

## Угроженост
Ова врста се сматра рањивом у погледу угрожености од изумирања. Уријале пре свега угрожавају ловокрадице, али и конкуренција са домаћом стоком због прекомерне испаше.

### Популациони тренд
Популација ове врсте се смањује, судећи по расположивим подацима. Не постоји процена о укупној популацији ове врсте, али верује се да постоји тренд смањења и да је за три генерације популација смањена за 30%.